# Gorska Hrvatska
Gorska Hrvatska zauzima krajnji sjeverozapadni dio dinarskog planinskog prostora. Dijeli se na:
- Gorski kotar
- Liku
- Ogulinsko - plaščansku (ili Potkapelsku) udolinu

## Reljef
To je relativno visoka krška regija građena pretežno od mezozojskih vapnenaca i izrazito odvojena od mediteranskog i peripanonskog područja. Najviša je na rubovima (Risnjak, Snježnik, Velebit, Plješevica, Mala i Velika Kapela), dok u većem dijelu unutrašnjosti, posebno u Lici, prevladavaju niže zavale u poljima u kršu međusobno odvojenim sredogorjem.

## Klima
Gorska Hrvatska najvećim dijelom ima umjereno kontinentalnu klimu, a klima najviših dijelova (iznad 1500 m) ima planinsku klimu. Samo južni dio Like (oko gornje Zrmanje) ima submediteransku klimu. Najviše kiše padne u hladnom dijelu godine, a česti su snijeg i magla. Gorski kotar je najkišovitiji dio Hrvatske, a poseban problem predstavljaju tzv. kisele kiše.

## Poljoprivreda i šumarstvo
Zbog nepovoljnih prirodno - geografskih obilježja Gorska Hrvatska je nepogodna za ratarstvo. Obradivih površina je malo, a uspijevaju samo kulture koje podnose oštrije uvjete (krumpir, kukuruz, kupus, cikla...).
Osim tradicionalnog stočarstva razvijeno je i šumarstvo, ali je prirodni vegetacijski pokrov, većinom bukovih i crnogoričnih šuma, jače sačuvan samo u Gorskom kotaru, dok je Potkapelska udolina potpuno obešumljena.

## Stanovništvo i naseljenost
Gorska Hrvatska uglavnom je postojano gubila dio svog stanovništva u posljednjih stotinjak godina, pa joj je time i naseljenost slabila.  Temeljni razlog takvom procesu bio je krš i razmjerno siromaštvo koje je nukalo na iseljavanje. Tako je brdsko-planinski dio Hrvatske postao vodeći egzodusni prostor. Stanovništvo mu se u proteklih stotinjak godina gotovo prepolovilo.
Naseljenost Gorske Hrvatske je rijetka, gustoća iznosi samo 11 st./km2 i ovdje nema velikih naselja. Najveći su Ogulin s 8800 i Gospić s 5800 stanovnika. Gorska Hrvatska nema vlastiti (makro) regionalni centar, pa je danas gravitacijski podijeljena između Zagrebačke, Riječke i Splitske makroregije.
Ukupno u 596 naselja Gorske Hrvatske danas živi samo 94 400 stanovnika.

## Prometni položaj
Najveće značenje regiji daje njen prometni položaj. Dinarski gorski niz tu je najuži i najprohodniji, što omogućuje najlakše povezivanje susjednih primorskih i peripanonskih krajeva. Ovdje prolaze i važne međunarodne prometnice koje povezuju srednje Podunavlje sa sjevernim i južnim primorjem (Budimpešta - Zagreb - Rijeka, Beč - Zagreb - Split). Stoga se taj dio naziva hrvatskim vratima ili hrvatskim pragom.